# Fernsehpitaval: Der Fall René Levacher alias…
Der Fall René Levacher alias… ist ein Kriminalfilm der Reihe Fernsehpitaval des Deutschen Fernsehfunks von Wolfgang Luderer aus dem Jahr 1960.

## Handlung
Am 26. September 1955 trifft in einem Hotel in Hannover der Botschafter Herr Blankenhorn ein, um an einem Prozess an der 2. Großen Strafkammer am Landgericht Hannover teilzunehmen, von dem er aber glaubt, dass der nicht stattfindet, da der Angeklagte nicht erscheinen wird. Kaum eingecheckt bekommt er Besuch von Generalkonsul Reifferscheidt, der ihm eröffnet, dass der Angeklagte doch eingetroffen ist und die Verhandlung in einer halben Stunde beginnt. Beide begeben sich in den Gerichtssaal, um zu verhindern, dass bestimmte Sachen zur Sprache kommen.
Die Verhandlung wird mit der Befragung des Angeklagten zur Person eröffnet. Hans-Konrad Schmeisser erklärt, dass er 1919 in Dortmund geboren wird. 1944 gerät er in Kriegsgefangenschaft und wird 1947 daraus entlassen, um anschließend in Tübingen zu studieren. Diese Stadt liegt in der französischen Besatzungszone und da er Französisch spricht, kommt er mit vielen französischen Offizieren zusammen. Der Richter unterbricht ihn und erklärt, dass Schmeisser deshalb für den französischen Geheimdienst angeworben wird und dort den Namen René Levacher erhält. Doch bevor er zu den Einzelheiten kommt, verliest er den Eröffnungsbeschluss. Schmeisser nimmt auf der Bank bei den übrigen Mitangeklagten, darunter Dr. Rudolf Augstein, Platz, denen vorgeworfen wird, am 9. Juli 1952 im Nachrichtenmagazin Der Spiegel den Bundeskanzler Dr. Adenauer, den Botschafter Blankenhorn und den Generalkonsul Dr. Reifferscheidt verleumdet zu haben. Der Spiegel behauptete, dass Blankenhorn und Reifferscheidt dem Agenten Schmeisser im Auftrag von Konrad Adenauer Unterlagen übergeben haben, die sie zu Agenten des französischen Nachrichtendienstes machten. Um Zeit zu gewinnen, beantragt Blankenhorn die Vertagung auf den nächsten Tag, dem stattgegeben wird.
Im Hotel erklärt Schmeisser am Abend seinem Anwalt Dr. Ziegler, wie es zu der Verbindung mit den Klägern kam. Im Jahre 1948 zeichnete sich bereits die Gründung eines westdeutschen Teilstaates ab und die Franzosen wollten nicht die Verhandlungen den Amerikanern und Engländern allein überlassen. Deshalb traf sich Schmeisser, zu dieser Zeit bereits als Leutnant Levacher des französischen Nachrichtendienstes, in Köln mit Reifferscheidt, der ihm den Vorschlag machte, bei einer Aufteilung Deutschlands, das gesamte linke Rheinufer Frankreich zuzuschlagen und dafür auch bereits vorbereitete Unterlagen überreichte. Am 18. Juni 1948 traf Levacher in diesem Zusammenhang, ebenfalls in Köln, mit dem Generalsekretär der CDU Blankenhorn zusammen. Bei diesem Treffen ging es vorrangig um die materielle Unterstützung der CDU, wozu sich Blankenhorn aber nicht direkt äußern wollte, sondern Levacher gleich in das Büro Adenauers weiterleitete, der bereits auf ihn wartete. Von da an trafen sich die Beteiligten regelmäßig, wobei es außer um den Finanzbedarf der CDU auch darum ging, Konrad Adenauer und alle seine Angehörigen im Falle eines militärischen Konflikts, nach Spanien in Sicherheit zu bringen. Levacher hatte den Inhalt der Gespräche in einem gesicherten Protokoll, welches er in einer Schweizer Bank deponierte, niedergelegt.
Zur gleichen Zeit unterhalten sich Blankenhorn und Reifferscheidt in ihrem Hotelzimmer über den weiter zu erwartenden Verlauf des Prozesses. Hier erzählt Blankenhorn, dass er Schmeisser, so hieß er inzwischen wieder, 1951 in einem Hotel getroffen hat. Schmeisser bat ihn, ihm einen Posten im Auswärtigen Amt zu beschaffen, was von Blankenhorn vehement abgelehnt wird. Jeder Versuch einer Erpressung wird abgeblockt. Das rächt sich, da Schmeisser den Vorgang in allen Einzelheiten der bundesdeutschen Polizei meldet.
Nun versuchen sie mitten in der Nacht den Vertreter Adenauers bei der Gerichtsverhandlung Prof. Dahs zu weiteren Absprachen zu erreichen. Nachdem dieser eintraf, einigen sie sich darauf, dass nur ein Vergleich die Weiterführung des Prozesses verhindern kann. Zusammen erarbeiten sie einen Text, in dem Schmeisser erklärt, dass es nicht seine Absicht war in beleidigender Absicht  gehandelt zu haben. Schmeisser unterschreibt den Vergleich, jedoch der Bundeskanzler Adenauer besteht darauf, dass dieser die Kosten des Verfahrens trägt. Am nächsten Tag wird diese Erklärung vor dem Gericht verlesen, ebenso eine Erklärung der Mitangeklagten, dass sie den Vorwurf des pflichtwidrigen Verhaltens nicht erheben werden. Daraufhin wird das Urteil verkündet: „Das Verfahren wird eingestellt. Die Kosten des Verfahrens hat der Angeklagte Schmeisser zu tragen.“ Bis zur Fertigstellung des Films ist nicht in Erfahrung zu bringen, wer diese Kosten getragen hat.

## Produktion und Veröffentlichung
Der Fernsehfilm erschien als 2. Folge der Filmreihe Fernsehpitaval und wurde am 7. Februar 1960 zum ersten Mal im DFF gesendet.
Das Buch wurde von Walter Jupé, der auch die verbindenden Texte sprach, anhand authentischer Gerichtsakten verfasst. Für die Dramaturgie war Aenne Keller verantwortlich.